# Yoshio Koizumi
Yoshio Koizumi (小泉 佳穂 Koizumi Yoshio?), född 5 oktober 1996 i Tokyo prefektur, är en japansk fotbollsspelare.
Koizumi började sin karriär 2019 i FC Ryukyu.